# 종합상사
종합상사(綜合商社, 줄여서 商社)란 업종 면에서 특별한 전문성을 추구하는 것이 아니라, 해외무역 등을 통해 무엇이건 돈이 되는 사업을 발굴해 수익을 창출하는 기업을 말한다. "라면에서 미사일까지"라는 말로 표현되듯, 시장의 틈새를 찾아 수익이 되는 것이면 무엇이건 하는 기업인 셈이다. 본래 일본 특유의 회사 형태였으며, 대한민국 최초의 종합상사로는 삼성물산이 있다.

## 개념
업계 관계자는 표현을 순화시켜 "사람과 해외 네트워크를 바탕으로 시장의 틈새를 찾아서 가장 적합한 솔루션을 제공하는 기업"으로 정의하기도 한다. 이를 좀더 직접적으로 표현하면, '돈이 되는 것이라면 무엇이건 하는 기업'으로 요약 가능하다.
종합상사는 흔히, 무역이나 자원 수출입 같은 일을 한다는 통념이 있으나, SK네트웍스 같은 경우는 휴대폰 유통은 물론 면세점 사업까지도 하며, 삼성물산은 1999년 IT 버블 때, IT 벤처 기업에 주로 투자하는 투자업을 영위하기도 했다. 즉 수익을 위해서라면 상황 변화에 따라 끊임없이 변신하며 어떤 일이건 하는 것이 종합상사인 것이다.

## 역사
종합상사는 본래 일본 특유의 회사 형태였다. 따라서 서구권에는 종합상사가 総合商社를 일본어로 읽은 "Sogo shosha"로 알려져 있다. 대한민국에서는 재벌 중심의 일본의 경제 성장 모델을 도입하는 과정에서 종합상사라는 회사 형태도 그대로 도입하게 된 것이다.
일본의 경우, 종합상사는 원래 제조업체들의 수출을 대행해 주는 것 즉 무역중개업이 주된 사업이었다. 그러던 것이 1990년대 이후 일본경제가 장기침체에 빠지면서 채산성이 악화된 제조업체들이 독자적으로 해외영업망을 구축하거나, 수출대행수수료를 크게 낮추게 되어 종합상사의 입지는 매우 좁아졌다.
1990년대 엔고라는 환경 속에서 일본의 종합상사들은 원유, 석탄, 천연가스, 철광석 등 자원사업으로 눈을 돌리게 되었고, 높은 엔화 가치를 이용해 해외 자원의 권리를 저가로 매입하게 되었다. 그 후 2000년대에는 중국 경제의 고성장에 따라 자원 수요가 급증하여 가격이 오르게 되었다. 이러한 자원버블 현상에 힘입어, 한동안 침체기에 빠졌던 일본의 종합상사들은 막대한 이익을 챙기며 부활하게 되었다.
이와 같이 외부 환경 변화에 따른 종합상사의 변신은 비즈니스 전략에서 많이 다루어지는 소재이기도 하다.

## 대한민국의 종합상사 지정제도
박정희 정부 시절에는 자국 기업을 보호하기 위해 수출입을 규제하였기 때문에, 이러한 규제를 위해 '종합무역상사 지정제도'를 두고 관리했다. 종합무역상사 지정제도는 1975년 당시 상공부 고시로 처음 도입됐으며 삼성물산과 현대종합상사, LG상사, 대우인터내셔널, 효성물산 등 7개사가 지정돼 있었다.
그 법령에 따라 종합무역상사로 지정되려면 수출액이 전체 수출액의 2% 이상 점유하거나, 수출실적이 100만 달러 이상인 국가가 30개국 이상이고, 외국에 현지법인 또는 영업소가 20개 이상인 법인 등의 기준을 충족해야 했다. 무역협회는 이런 지정 기준을 완화해 무역상사를 확대 지정해 운영하고, 중규모 무역상사를 대상으로 ‘전문무역상사’제도를 도입했다.
한편, 2009년, 종합상사 지정제가 폐지되었다. 지식경제부는 종합무역상사 지정제도를 민간에 이양하고 전략물자 수출입 규제를 완화했다. 종합무역상사 지정과 관련한 조항을 삭제함에 따라 민간단체인 한국무역협회가 자체 규정에 따라 전문무역상사를 지정하고 있다.

## 관련 기업
대한민국의 재벌그룹들은 계열사 중에 종합상사를 하나씩은 두고 있다. 이는 무역 네트워크에 특화된 계열사가 필요하기 때문이기도 하고, 특정 업종에 전문화된 계열사에서는 손대기 힘든 시장의 틈새가 항상 존재하기 때문에 그것을 찾아 이익을 창출하기 위한 것이기도 하다. 1975년 발효된 종합상사 지정제가 2009년 폐지될 당시 후로도 존재하고 있는 7대 종합상사는, 현재의 업체명을 기준으로 포스코인터내셔널, 삼성물산, 현대종합상사, SK네트웍스, GS글로벌, LG상사, 효성 무역부문이다. 과거에 존재했던 종합상사로는 동양종합상사 등이 있다.

## 같이 보기
- 오구리 다다마사

## 참고 문헌
1. 1 2  일본 종합상사의 전략전환이 주는 시사 - 한일산업기술협력재단, NIKKEI BUSINESS(2013.3.18) 특집『상사의 이변』
2. ↑  삼성물산 상사부문 블로그 :: 종합상사란 무엇인가요? Mar 19, 2013
3. ↑  거품 빼고 문어발 자르고‥종합상사 몸 바꾸기 한창 - 시사저널, Sep 23, 1999
4. ↑  코지엔(広辞苑) 국어사전「商社」